# Decticryptis deleta
Decticryptis deleta là một loài bướm đêm trong họ Noctuidae.